# Paul Eberhard
Paul Eberhard (n. 30 octombrie 1917, Elveția – d. 4 septembrie 1983, Küsnacht⁠(d), cantonul Zürich, Elveția) a fost un bober ce a reprezentat Elveția, medaliat olimpic. A participat la o ediție a Jocurilor Olimpice (1948) în care a câștigat o medalie de argint.

## Participări
Lista de mai jos prezintă principalele competiții la care a participat Paul Eberhard de-a lungul carierei.
- bobsleigh at the 1948 Winter Olympics – two-man[*]